# Platt Adams
Platt Adams (Belleville, 23 maart 1885 – Normandy Beach, 27 februari 1961) was een Amerikaanse atleet, die gespecialiseerd was in het hink-stap-springen, verspringen en polsstokverspringen. Zijn enige gouden medaille won hij echter bij het staand hoogspringen (d.i. zonder aanloop) op de andere onderdelen werd hij meervoudig Amerikaans kampioen.

## Biografie
In 1908 werd Adams vijfde bij zowel het hink-stap-springen als het staand hoogspringen op de Olympische Spelen van Londen. Bij het stand-verspringen eindigde hij op een zesde plaats. Hij nam ook nog deel aan het discuswerpen en het discuswerpen Grieks stijl, maar zijn resultaten bij deze wedstrijden zijn onbekend.
Op de Olympische Spelen van 1912 in Stockholm won hij een gouden medaille bij het staand hoogspringen. Met een hoogte van 1,63 m versloeg hij zijn broer Benjamin Adams. De gebroeders Adams waren de eerste broers die in de atletiek een gouden en zilveren medaille wonnen in dezelfde discipline. Bij het staand verspringen (d.i. zonder aanloop) won de Griek Konstantin Tsiklitiras voor Platt Adams en Ben Adams. Na deze Spelen werd het springen uit stand van het olympische programma verwijderd.

## Titels
- Olympisch kampioen hoogspringen uit stand - 1912
- Amerikaans kampioen verspringen - 1908, 1911, 1912, 1914,
- Amerikaans kampioen hink-stap-springen - 1912
- Amerikaans kampioen polsstokverspringen - 1910, 1913, 1914, 1915
- Amerikaans indoorkampioen verspringen - 1908, 1913, 1914, 1916
- Amerikaans indoorkampioen hink-stap-springen - 1907, 1908

## Palmares

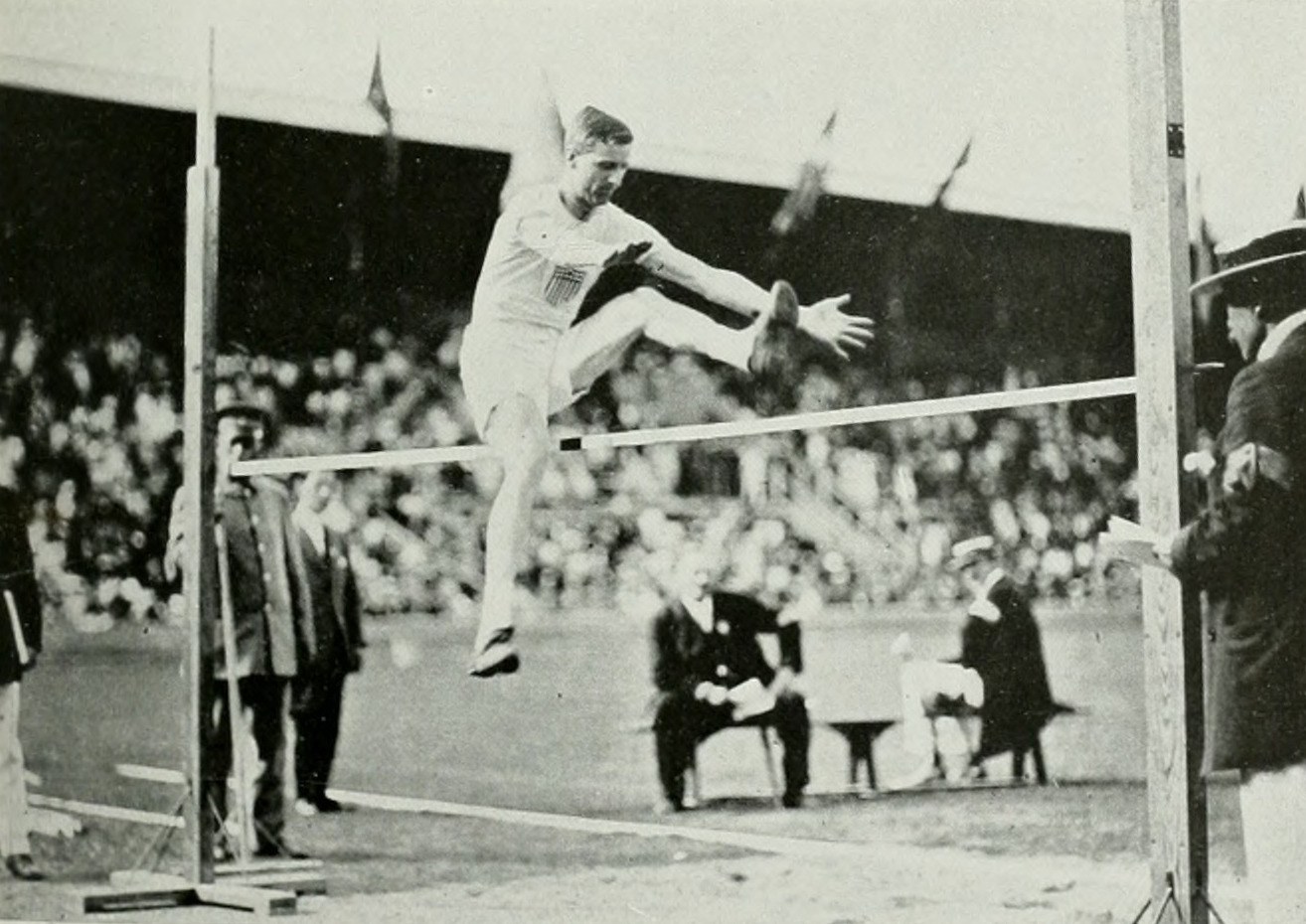
Platt Adams wint in Stockholm het hoogspringen uit stand.

### hoogspringen uit stand
- 1908: 5e OS - 1,47 m
- 1912:  OS - 1,63 m

### verspringen uit stand
- 1912: 6e OS - 3,11 m
- 1912:  OS - 3,36 m

### hink-stap-springen
- 1908: 5e OS - 14,07 m
- 1912: 5e OS - 14,09 m

### hoogspringen
- 1912: 23e Olympische Spelen

### discuswerpen
- 1908: 12e-42e Olympische Spelen

### discuswerpen Griekse stijl
- 1908: 11e-23e Olympische Spelen

- Bibliothèque nationale de France: cb14975850p (data)
- International Standard Name Identifier: 0000 0004 5095 8444
- Virtual International Authority File: 316737108